# Ida Rosenthal
 (mars 2012).
Si vous disposez d'ouvrages ou d'articles de référence ou si vous connaissez des sites web de qualité traitant du thème abordé ici, merci de compléter l'article en donnant les références utiles à sa vérifiabilité et en les liant à la section « Notes et références ».
Ida Rosenthal, née Ida Kaganovitch le 9 janvier 1886 à Minsk en Biélorussie et morte le 29 mars 1973, est une styliste et femme d'affaires russe d'origine américaine, souvent créditée de l'invention de la brassière. À l'âge de 18 ans, elle émigre aux États-Unis, à la suite de ses fiançailles avec William Rosenthal, qu'elle épouse en 1907.

## Biographie
En 1921, avec Enid Bisset, elle ouvre une boutique de vêtements, enregistrée un an plus tard sous le nom de Maidenform. En 1925, la première usine Maidenform est ouverte à Bayonne dans le New Jersey pour se concentrer uniquement sur leur produit le plus populaire, les soutiens-gorge. En dépit de la Grande Dépression, le partenariat est très fructueux et leur notoriété croit à travers les États-Unis, l'Europe et l'Amérique latine.
Le soutien-gorge Maidenform est vu comme un accessoire qui améliore l'ajustement des robes, devenu si populaire chez les femmes qu'elles commencent à le vendre séparément. Leur produit est d'une grande innovation par rapport aux soutiens-gorge précédents, parce qu'ils utilisent un soutien qui épouse la forme des seins, plutôt que l'aplatissement pratiqué à l'époque (connu sous le nom « Formule de garçon »).
Sous la direction d'Ida et de son mari, Maidenform fait de nombreuses autres avancées. C'est la première société à vendre des soutiens-gorge de maternité, et William invente une norme pour les tailles des bonnets. La marque est aussi connue pour ses publicités dans les journaux mettant en vedette des modèles en sous-vêtements et son slogan publicitaire : « J'ai rêvé ... dans un soutien-gorge Maidenform. »
Après la mort de William en 1958, Ida devient la présidente de la compagnie. Elle meurt en 1973 de pneumonie ; l'entreprise est alors contrôlée par son fils le Dr Joseph Coleman. À la mort de Coleman en 1968, sa fille, Beatrice Rosenthal Coleman prend le contrôle de la société.